# Hapur (Distrikt)
Der Distrikt Hapur (Hindi हापुड़ जिला, Urdu ضلع ہاپڑ) befindet sich im nordindischen Bundesstaat Uttar Pradesh und bildet einen Teil der National Capital Region.
Der Distrikt befindet sich in der nordindischen Ebene 60 km östlich der Bundeshauptstadt Neu-Delhi.
Der Distrikt wurde Ende 2011 aus dem Distrikt Ghaziabad herausgelöst. Der durch die damalige Chief Ministerin Mayawati gewählte Distriktname lautete Panchsheel Nagar. Im Juli 2012 wurde der Name durch den neuen Chief Minister Akhilesh Yadav in Hapur geändert.
Die Distriktfläche beträgt 1124 km². Die Einwohnerzahl betrug beim Zensus 2011 etwa 1.330.000.
Die Hauptstadt ist Hapur.

## Verwaltungsgliederung

### Tehsils
Der Distrikt ist in 3 Tehsils gegliedert:
- Dhaulana
- Garhmukteshwar
- Hapur

### Kommunale Selbstverwaltung
Es gibt folgende Nagar Palika Parishads im Distrikt:
- Garhmukteshwar
- Hapur
- Pilkhuwa